# Olaf Wunder
Olaf Wunder (* 23. Dezember 1964 in Radevormwald) ist ein deutscher Journalist und Chefreporter.

## Leben
1984 absolvierte er sein Abitur am Röntgen-Gymnasium Remscheid. Bereits während seiner Schulzeit wurde Olaf Wunder mit dem Geschichtswettbewerb des Bundespräsidenten ausgezeichnet, für seine Arbeit „Den Frieden, die Freiheit, das Recht? Unterdrückung des proletarischen Widerstandes im KZ Kemna.“ Von 1986 bis 1990 studierte er Politikwissenschaften, Germanistik und Geschichte an der Rheinischen Friedrich-Wilhelms-Universität Bonn. Als Soldat tat er in den Jahren 1984/85 Dienst im Presse- und Informationsstab des Bundesministeriums der Verteidigung. Dann arbeitete er als freier Journalist für den Remscheider General-Anzeiger und das Solinger Tageblatt, wurde 1992 Redakteur der Tageszeitung Die Glocke und wechselte 1994 zum Mitteldeutschen Express. Er arbeitet seit 1996 bei der Hamburger Morgenpost und ist dort seit 1999 Chefreporter. 2022 erlitt er im Dienst einen Schlaganfall, von dem er sich wieder schnell erholte. Neben seiner Tätigkeit als MOPO-Chefreporter gibt er für den Morgenpost Verlag das Magazin Unser Hamburg heraus.

## Auszeichnungen
Im Jahr 2000 gehörte er zu den Gewinnern des Deutschen Lokaljournalistenpreises, den die Konrad-Adenauer-Stiftung jährlich ausschreibt. 2005 wurde er mit dem Medienpreis „Ausgeleuchtet“ des DGB Hamburg ausgezeichnet.